# Kingsize Magazine
Kingsize Magazine är en svensk tidskrift och Skandinaviens största hiphopmagasin. Papperstidningen är gratis och distribueras i mellersta och södra Sverige. Tobias Carlsson var chefredaktör fram till 2024, då han lämnade företaget. Sedan dess har Malkolm Landréus tagit över rollen.
Tidningen anordnade även Kingsizegalan 2012-2015, Sveriges största hiphopgala där priser delades ut för föregående års bästa hiphop.
2012 slutade man ge ut papperstidningen för att istället fokusera på webbsajten och Kingsizegalan. Sedan den 1 januari 2018 ägs Kingsize Magazine av Nöjesguiden Media AB som i samband med ägarbytet började att ge ut papperstidningen igen, nu som gratistidning.